# Sauropus tsiangii
Sauropus tsiangii är en emblikaväxtart som beskrevs av Ping Tao Li. Sauropus tsiangii ingår i släktet Sauropus och familjen emblikaväxter. Inga underarter finns listade i Catalogue of Life.